# Bečići
Bečići je přímořské lázeňské[zdroj?] sídlo v Černé Hoře. Navazuje promenádou na větší letovisko Budva. Mys Zavala mezi oběma městy je průchozí skrze tunel pro pěší, ten je dekorován nejrůznějšími nápisy jak v latince, tak v cyrilici, oficiálními i neoficiálními. Tunel přímo navazuje na Slovenskou plažu. Mezi městy jezdí pravidelně autobus. 2 km dlouhá pláž Bečićka plaža byla v roce 1935 v Paříži vyhlášena nejlepší pláží Středomoří , od té doby se situace poněkud zhoršila. V Bečići se nachází Hotel Splendid, který je považován za nejluxusnější hotel ve Středomoří[zdroj?], vlastní jej moskevský starosta[zdroj?]. Dále je zde slavná[zdroj?] restaurace Tri Ribara.